# The Scope of The Bee Gees
A The Scope of The Bee Gees című lemez a Bee Gees 14 számát tartalmazó LP válogatáslemeze, eredetileg Japánban jelent meg.

## Az album dalai
Side A
1. Spicks and Specks (Barry Gibb) – 2:50
2. New York Mining Disaster 1941- (Barry és Robin Gibb) – 2:13
3. Holiday – (Barry és Robin Gibb) – 2:55
4. Massachusetts (Barry, Robin és Maurice Gibb) – 2:25
5. First of May (Barry, Robin és Maurice Gibb) – 2:50
6. I Started A Joke (Barry, Robin és Maurice Gibb) – 3:15
7. Melody Fair (Barry, Robin és Maurice Gibb) – 3:50
8. In The Morning (Barry Gibb) – 3:55

Side B
1. Lonely Days (Barry, Robin és Maurice Gibb) – 3:51
2. How Can You Mend A Broken Heart (Barry és Maurice Gibb) – 3:59
3. My World (Barry, Robin és Maurice Gibb) – 4:20
4. Run To Me (Barry, Robin és Maurice Gibb) – 3:06
5. Mr Natural (Barry és Robin Gibb) – 3:48
6. Charade (Barry és Robin Gibb) – 4:13

## Közreműködők
- Bee Gees